# Balantiopteryx io
Balantiopteryx io är en däggdjursart som beskrevs av Thomas 1904. Balantiopteryx io ingår i släktet Balantiopteryx, och familjen frisvansade fladdermöss. IUCN kategoriserar arten globalt som sårbar. Inga underarter finns listade i Catalogue of Life.
Balantiopteryx io är den minsta arten i släktet. I genomsnitt blir hannar 52,6 mm lång (med svans), svanslängden är cirka 14,8 mm och underarmarna är omkring 36,8 mm långa. Honor är med en absolut längd av omkring 54,4 mm, en genomsnittlig svanslängd av 14,2 mm och cirka 38 mm långa underarmar lite större. Fladdermusen har cirka 6 mm långa bakfötter, cirka 12 mm långa öron och en vikt av 4 till 6 g. I motsats till Balantiopteryx plicata har flygmembranen ingen vit linje. Kroppen är på ovansidan täckt av mörkbrun päls och undersidans päls är lite ljusare. Svansflyghuden är delvis täckt med hår. Liksom hos andra släktmedlemmar finns ett säckformigt organ med en körtel på vingen. Tandformeln är I 1/3 C 1/1 P 2/2 M 3/3, alltså 32 tänder.
Denna fladdermus förekommer i Centralamerika från södra Mexiko till Guatemala och Belize. Arten vistas i låglandet och i kulliga områden upp till 500 meter över havet. Habitatet utgörs främst av städsegröna skogar.
Individerna bildar kolonier med 50 eller fler medlemmar som vilar i grottor. Fortplantningen sker under våren och början av sommaren. Arten undviker dagsljus och observeras vanligen efter skymningen och före gryningen. Olika upphittade honor var dräktiga med en unge.